# Marabut
Marabut je islámský náboženský vůdce, postava zejména súfijského islámu v Africe.
Jde o průvodce duchovním světem, někdy také učitele islámu; v určitých regionech severní a západní Afriky nahlíženého jako svatý muž – v Senegalu a Gambii tuto roli může plnit také žena. Jeho role má mystické prvky. Jsou součástí duchovní hierarchie podobně jako chalífové a těší se také podobné úctě. Marabut (anglicky marabout, arabsky مُرابِط ) bývá putujícím asketou žijícím z almužny, který se zabývá výhradně hluboce spirituální rovinou života, v západní Africe ale často zároveň věštěním, léčitelstvím nebo výrobou ochranných amuletů kri-kri skrze tradiční africká náboženství, jejichž je často také knězem.
V africkém islámu plní také roli věštců (z Koránu či amuletů).